# 文化振興条例
文化振興条例（ぶんかしんこうじょうれい）とは地方自治体の条例。

## 概要
文化振興の基本理念の明示、文化活動に対する財政的な支援措置、文化計画等の策定、審議会等における住民策定への参加などが規定されている。
最も早く制定されたのは1974年度に制定された釧路市の釧路市文化振興条例である。この条例は現実の施策の列挙に留まっていた。
1982年度に制定された秋田市の秋田市文化振興条例では文化振興審議会の設置が規定された。1983年度に制定された東京都の東京都文化振興条例では基本原則を示す条文が規定された。1985年度の横須賀市の横須賀市文化振興条例では市民文化資産の指定等が規定された。1996年度には富山県で基本理念の規定が置かれるとともに詳細な行政計画である県民文化計画の策定が規定された。
2012年時点の文化庁の調べによると、37都道府県、15政令指定都市、22中核市、130市町村で文化振興条例が制定されている。